# Tings Nöbbelöv
Tings Nöbbelöv er et mindre byområde med 77 indbyggere i Kristianstads kommun i Skåne län, som ligger lige godt ti kilometer sydvest for Kristianstad. Byområdet er bedst kendt for sit destilleri, som fremstiller råsprit for Absolut Vodka i Åhus.
Tings Nöbbelöv ligger i det sandede agerlandskab lige ved Kristianstad med agrer velegnede til kartoffeldyrkning. Her ligger også en kartoffelstivelsesfabrik og OLW har et kartoffellager til chipsfremstilling. Destilleriet ligger af samme årsag, kartofflerne, i området, men i dag fremstilles råspritten af korn.